# Административное деление Донецкой области на 1 января 1933 года

## Донецкая область. 1 января 1933 года
Делилась на районы и города, подчинённые области.
- общее число районов — 23
- общее число городов, подчинённых области — 12
- центр области — г. Сталино (до 16 июля 1932 года — г. Артёмовск)
- список районов:

1. Беловодский (с .Беловодск)
2. Белолуцкий (с. Белолуцк)
3. Больше-Янисольский (с. Большой Янисоль)
4. Верхне-Тепловский русский (с. Верхняя Тепловка)
5. Володарский (с. Володарское)
6. Волновахский (п. Волноваха)
7. Гришинский (пгт. Гришино)
8. Лиманский (пгт. Красный Лиман)
9. Лисичанский (пос. Лисичанск)
10. Марковский (с. Марковка)
11. Меловский (с. Меловое)
12. Ново-Айдарский (с. Новый Айдар)
13. Ново-Псковский (с. Новопсков)
14. Покровский (с. Покровское)
15. Ровенковский (пгт. Ровеньки)
16. Рубежанский (пос. Рубежное)
17. Сватовский (пгт. Сватово)
18. Славянский (г. Славянск)
19. Сорокинский (пос. Сорокино)
20. Старобельский (г. Старобельск)
21. Старо-Каранский (с. Старая Карань)
22. Старо-Керменчикский (с. Старый Керменчик)
23. Чистяковский (г. Чистяково)

- список горсоветов:

1. Артёмовский
2. Ворошиловский
3. Горловский
4. Кадиевский
5. Константиновский
6. Краматорский
7. Краснолучский
8. Луганский
9. Макеевский
10. Мариупольский
11. Рыковский
12. Сталинский